# آلن داویو
آلن داویو (انگلیسی: Allen Daviau، زاده ۱۴ ژوئن ۱۹۴۲ – درگذشته ۱۵ آوریل ۲۰۲۰) فیلم‌بردار اهل ایالات متحده آمریکا بود.
او پس از سال‌ها فعالیت در تاریخ ۱۵ آوریل ۲۰۲۰ (۲۷ فروردین ۱۳۹۹) در اثر ابتلا به بیماری کرونا درگذشت.

## جوایز
وی برنده جایزه بفتا بهترین فیلم‌برداری ۱۹۸۸ برای فیلم امپراتوری خورشید شده است.

## فیلم‌شناسی
- امبلین (۱۹۶۸)
- برخورد نزدیک از نوع سوم (۱۹۷۷) (Gobi desert sequence)
- ای. تی. موجود فرازمینی (۱۹۸۲)
- ایندیانا جونز و معبد مرگ (۱۹۸۴) (second unit cinematographer)
- رنگ ارغوانی (فیلم) (۱۹۸۵)
- هری و خانواده هندرسون (۱۹۸۷)
- امپراتوری خورشید (۱۹۸۷)
- Avalon (۱۹۹۰)
- باگزی (۱۹۹۱)
- بی‌ترس (۱۹۹۳)
- کنگو (۱۹۹۵)
- همسر فضانورد (فیلم) (۱۹۹۹)
- ون هلسینگ (۲۰۰۴)